# Aprionus monticola
Aprionus monticola är en tvåvingeart som först beskrevs av Ephraim Porter Felt 1920.  Aprionus monticola ingår i släktet Aprionus och familjen gallmyggor.
Artens utbredningsområde är New York. Inga underarter finns listade i Catalogue of Life.